# Andrés Almarales
Andrés Almarales Manga (Ciénaga, Magdalena, 1935-Bogotá, 7 de noviembre de 1985) fue un abogado y guerrillero colombiano, miembro del Movimiento 19 de abril (M-19).

## Biografía
Hizo estudios de derecho en la Universidad Nacional. Dirigente sindical destacado en el departamento del Valle del Cauca,fundador de la Escuela Sindical de Cali, trabajó con los grupos socialistas que dirigía alias Antonio García, posteriormente con el FUAR (1962), el Frente Unido del Pueblo de Camilo Torres (1965), la Alianza Nacional Popular (ANAPO), en donde fue Representante a la Cámara impulsó la ANAPO Socialista y la creación del M-19.  Autor y colaborador de varios libros de derecho laboral y cuestiones sindicales. Esposo de María Rodríguez y padre de una hija.

## Militancia en el M-19
Fue arrestado en 1970 en Santander y tras la amnistía constituyó la figura central de la vida política y sindical legal o semilegal del M-19. 
Oficial superior de la organización, rota la tregua con el M-19, regresó a la clandestinidad y ayudó a planificar la Toma del Palacio de Justicia en 1985.

### Toma del Palacio de Justicia
Fue una de las cabezas al mando junto a Luis Otero Cifuentes y a Alfonso Jacquin del Comando Iván Marino Ospina compuesto por 35 guerrilleros, durante la “Operación Antonio Nariño por los Derechos del Hombre” como se denominó por el M-19 a la toma del Palacio de Justicia, que se proponía hacer un juicio político al presidente Belisario Betancur por los incumplimientos a los acuerdos de paz. Almarales murió junto a sus compañeros y los rehenes que tenían. Cumpliría como interlocutor de la Corte por su condición de abogado y de ser conocido de varios de los magistrados.
En unas grabaciones en las que los comandantes del Ejército hablan de la toma y se mencionó que el guerrillero del M-19 Andrés Almarales había salido con vida de la toma:

- Coraje 6: [General Vega Uribe]. Sí, a ver que dentro de los que salen retenidos, no se nos vayan a mezclar. Cambio".
- Paladín 6: [General Samudio] R. Sí, porque inclusive tenemos información de que Otero se nos salió con la cédula de muerto, pero, pero, pero bueno... y Almarales está vivo y que lo llevaron a una unidad de P.M.....

Según la Comisión de la Verdad, ante la respuesta con fuerza excesiva del Ejército Nacional para repeler la toma, los fuertes combates, y la presión de las guerrilleras Clara Helena Enciso e Irma Franco, Almarales se vio forzado a permitir la salida primero de las mujeres y más tarde de los heridos del baño del Palacio de Justicia en el que terminaron arrinconados. Almarales estaba herido en una pierna y se le escuchó decir: "Los que quedamos nos morimos todos". Al descender por las escaleras varios de los rehenes, fue asesinado el Magistrado de la Sala Civil Horacio Montoya Gil, por una explosión detonada por el ejército y un disparo. Cuando sólo quedaban en el baño 5 guerrilleros, entre los que estaban Irma Franco y Clara Helena Enciso. Almarales, quien estaba herido en una pierna, le dijo a Enciso, "Mona, sal camuflada en el grupo de las rehenes que vamos a liberar. Tú eres la encargada de contarle al mundo lo que ha pasado aquí". Todos los rehenes liberados eran llevados a la Casa del Florero, al otro lado de la plaza de Bolívar.
Realmente no se sabe la causa de su muerte ya que existen evidencias fotográficas de que Almarales salió del palacio de justicia vivo y herido en una pierna, haciendo señales de victoria con sus manos. Poco tiempo después se anuncia su muerte dándose una razón vana. Fue el único guerrillero que pudo ser enterrado, y cuyo cuerpo entero fue entregado con un tiro en la nuca.

## Obras
- Con Goenaga, Marina.Almarales, Andrés. Las luchas obreras y la legislación laboral: lecciones sindicales. (1964). Escuela Sindical Autónoma de Cali.[18]
- Almarales, Andrés. Los pliegos de peticiones; una técnica sindical para su elaboración y discusión. (1967).Fondo Cultura Popular. Bogotá.[19]
- Almarales, Andrés. Los trabajadores, sus luchas y sus organizaciones: desde La Picota, un juicio a la antipatria (1982).Frente de Investigaciones Geopolíticas de América Latina.[20]
- Almarales, Andrés. La fuerza del cambio : la unidad democrática, motor del cambio. (1985).[21]
- Almarales, Andrés.Trabajadores por la democracia : una ruta unitaria. (1985).[22]
- Almarales, Andrés. Carta inédita de Andrés Almarales (M-19) a Jorge Mario Eastman. (1986).Editorial La Oveja Negra. ISBN 9580601607